# Boncasztal (film)
A Boncasztal (eredeti cím: Pathology) 2008-ban bemutatott amerikai bűnügyi horrorfilm, amelyet Mark Neveldine és Brian Taylor forgatókönyvéből Marc Schölermann rendezett. A főbb szerepekben Milo Ventimiglia, Michael Weston, Alyssa Milano és Lauren Lee Smith látható.
A film premierje 2008. április 11-én volt az Egyesült Királyságban, az Amerikai Egyesült Államokban április 18-án mutatták be korlátozott számú moziban.

## Cselekmény
Ted Grey, a jó családból származó fiatal orvos a Harvard Egyetem kiváló végzőseként érkezik Philadelphiába, ahol részt vesz a Dr. Quentin Morris által vezetett neves patológiai kurzuson. Első boncolása során a halál okának részletes elemzésével nyűgözi le kollégáit.
Amikor fiatal kollégája, Jake Gallo beavatja őt egy titkos csoportba, Ted fokozatosan rájön, milyen kegyetlenek a munkatársai. Egy éjszakai kirándulás alkalmával egy lepukkant épületben találkoznak, és az ott megismert férfi másnap a hullaházban fekszik. Ted ekkor tudja meg, hogy a Jake körüli csoport egy hátborzongató játékkal szórakozik. A fiatal patológusok a tökéletes gyilkosságot gyakorolják. Ha nyerni akarnak, úgy kell meggyilkolni az áldozatot, hogy a kollégák ne tudják megfejteni a halál okát.
Ted egyre mélyebbre és mélyebbre zuhan az erőszak, a drogok és a szex sötét világában. Hamarosan elköveti első gyilkosságát, és elismerést szerez a csoporton belül. Ezután Juliette Bathon a sor. Elmondja Tednek, hogy gyermekkorában pedofil apja bántalmazta. Együtt megölik az állítólagos apát úgy, hogy folyékony nitrogénnel töltik meg a tüdejét. Nem sokkal később azonban Ted megtudja, a történet hazugság volt. A valóságban az áldozatok ártatlanok voltak.
A karácsonyi ünnepek után Ted menyasszonya, Gwen Williamson Philadelphiába jön vele. A lány semmit sem tud az alvilági gyilkos tevékenységről, és nem is szabad megtudnia. A helyzet Ted számára még bonyolultabbá válik, mert Jake nem engedi, hogy elhagyja a csoportot, Juliette pedig még mindig inkább vele, mint Jake-kel elégíti ki szexuális igényeit. Jake vérszomjba esik, és ezt a hűtlenséget Juliette következő gyilkossági áldozatának kiválasztásával bünteti. Ted a felkérés ellenére sem megy el a boncolásra, mire a többiek úgy döntenek, megszabadulnak tőle. Azonban korábban kinyitott egy gázcsapot a pincehelyiségben, és egy metamfetamincső robbanást okoz.
Amikor Ted másnap reggel a baleset helyszínére érkezik, rájön, hogy Jake túlélte, és most Gwenre vadászik. Amikor Ted megérkezik a lakására, menyasszonyát már holtan találja. Ráveszi Dr. Morrist, hogy ő maga végezze el a boncolást. Elemzi a gyilkosságot, de a jelentésbe szívritmuszavart ír diagnózisként. A nyomozás után Jake abban a téveszmében, hogy sikeresen átverte Tedet, és most befejezheti a bosszúját, legyőzi őt. Ám ekkor kollégája, Ben hátulról éterrel elaltatja, és Ted ugyanúgy végez vele, ahogyan Jake korábban Gwent is meggyilkolta: titkos kálium-klorid-injekcióval és lassú hatású nitroglicerinnel.

## Szereplők
| Szerep                | Színész          | Magyar hang        |
| --------------------- | ---------------- | ------------------ |
| Dr. Ted Grey          | Milo Ventimiglia | Seszták Szabolcs   |
| Dr. Jake Gallo        | Michael Weston   | Csőre Gábor        |
| Gwen Williamson       | Alyssa Milano    | Kisfalvi Krisztina |
| Dr. Juliette Bath     | Lauren Lee Smith | Mezei Kitty        |
| Dr. Griffin Cavanaugh | Johnny Whitworth | Hamvas Dániel      |
| Dr. Quentin Morris    | John de Lancie   | Barbinek Péter     |
| Dr. Catherine Ivy     | Mei Melançon     | Pap Katalin        |
| Dr. Ben Stravinsky    | Keir O’Donnell   | Markovics Tamás    |
| Dr. Chip Bentwood     | Dan Callahan     | Juhász Zoltán      |
| Kövér seggfej         | Larry Drake      | Albert Péter       |
| Harper Johnson        | Buddy Lewis      |                    |
| Mr. Williamson        | Alan Blumenfeld  | Koroknay Géza      |
| Mrs. Williamson       | Deborah Pollack  |                    |
| Bulizós srác          | Sam Witwer       |                    |

### Magyar változat
- Bemondó: Korbuly Péter
- Magyar szöveg: Szojka László
- Hangmérnök: Másik Zoltán, Sebestyén Dezső
- Vágó: Wünsch Attila
- Gyártásvezető: Kerekes Andrea
- Szinkronrendező: Faragó József
- Produkciós vezető: Földi Tamás

A szinkront az Active Stúdió készítette el.

## Fogadtatás
A film általánosságban vegyes véleményeket kapott a kritikusoktól. 2012. december 8-án a Rotten Tomatoes weboldalon 43%-os értékelést kapott 21 kritika alapján. A Metacritic oldalán 8 értékelés alapján átlagosan 55 pontot kapott a 100-ból.

## Filmzene
A Boncasztal filmzenéje 2008. április 29-én jelent meg.
| 1.    | The List                              | Danny Lohner más néven Renholder           | 3:58 |
| 2.    | Unintended Consequences               | The Legion of Doom, a Triune bemutatásával | 2:07 |
| 3.    | Parade Of The Horribles               | Circle Jerks                               | 1:28 |
| 4.    | F*ck Me, Please / Meeting the Interns | Robert Williamson                          | 4:37 |
| 5.    | We Don't Like You                     | Robert Williamson                          | 1:27 |
| 6.    | Harper Johnson                        | Robert Williamson                          | 0:55 |
| 7.    | Disagreement                          | Robert Williamson                          | 7:56 |
| 8.    | Ohrenschmerz                          | Robert Williamson                          | 6:18 |
| 9.    | Dr. Crack                             | Robert Williamson                          | 2:54 |
| 10.   | Killing Daddy                         | Robert Williamson                          | 2:07 |
| 11.   | Who Is The Best                       | Robert Williamson                          | 1:08 |
| 12.   | Juliette And Ted                      | Robert Williamson                          | 1:11 |
| 13.   | Liebeszauber                          | Robert Williamson                          | 1:33 |
| 14.   | Smoking Kills                         | Robert Williamson                          | 1:17 |
| 15.   | The Morgue                            | Robert Williamson                          | 3:58 |
| 16.   | Confrontation                         | Robert Williamson                          | 2:10 |
| 17.   | Meeting At The Morgue                 | Robert Williamson                          | 2:33 |
| 18.   | Ted Runs                              | Robert Williamson                          | 1:23 |
| 19.   | Gwen's Theme                          | Robert Williamson                          | 2:12 |
| 20.   | Final Meeting                         | Robert Williamson                          | 4:56 |
| 21.   | Bibo no Aozora                        | Selectracks Studio Ensemble                | 2:55 |
| 59:03 |                                       |                                            |      |